# Si la vie est cadeau
Si la vie est cadeau è stato il brano musicale vincitore dell'Eurovision Song Contest 1983, interpretato dalla cantante francese Corinne Hermès in rappresentanza del Lussemburgo.
Il brano, in lingua francese, è stato scritto da Alain Garcia.

## Tracce
- 7"

1. Si la vie est cadeau
2. Pour un jour de toi